# Formigal
Formigal (Fromigal in aragonese) è una località e una stazione sciistica (detta anche Aramón Formigal) spagnola situata nel comune di Sallent de Gállego, nell'Alto Gállego, provincia di Huesca, Aragona.

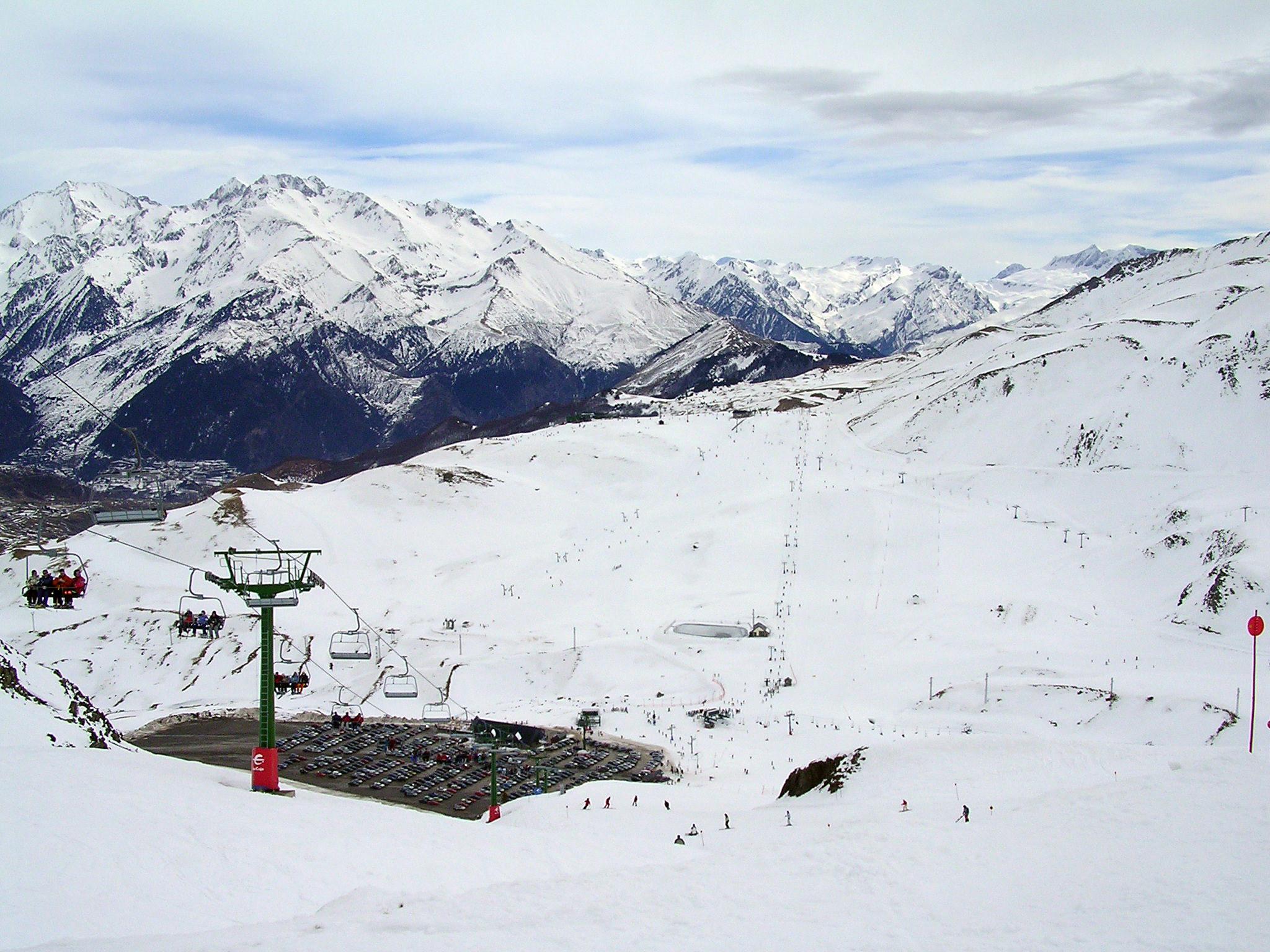
La stazione sciistica

È formata dall'urbanizzazione collegata alla stazione sciistica, a pochi chilometri dal confine con la Francia, a cui si accede attraverso il passo del Portalet. Ha ospitato i Campionati mondiali juniores di sci alpino 2008 e alcune tappe della Coppa Europa di sci alpino.